# Elżbieta Maria Habsburg (1883–1963)
Elżbieta Maria Henrietta Stefania Gizela, Elisabeth Marie von Österreich (ur. 2 września 1883 w Laxenburgu, zm. 16 marca 1963 w Wiedniu) – arcyksiężniczka austriacka.

## Życiorys
Była jedynym dzieckiem arcyksięcia Rudolfa i Stefanii Klotyldy Koburg. W 1889 roku straciła ojca, który razem ze swoją kochanką Marią Vetserą popełnił samobójstwo.
Przez rodzinę nazywana była „Erzsi”, węgierska, pieszczotliwa forma od imienia Elżbieta. Po śmierci ojca arcyksiężniczki jej dziadek, Franciszek Józef, zaczął poświęcać małej Erzsi więcej uwagi. Była ukochaną wnuczką cesarza, podczas gdy jej babka cesarzowa Elżbieta, po której arcyksiężniczka otrzymała imię, odnosiła się do niej dość chłodno.
W 1900 roku matka Erzsi wyszła ponownie za mąż, i tym samym przestała być członkiem dynastii Habsburgów Lotaryńskich. Teraz córka miała minimalny kontakt z matką. Dodatkowo arcyksiężniczka obwiniała Stefanię za samobójstwo ojca.
23 stycznia 1902 roku poślubiła księcia Ottona zu Windisch-Graetz. Urodziła czwórkę dzieci: Franciszka Józefa, Ernesta, Rudolfa i Stefanię. Rozwiodła się z nim w 1948 roku, by poślubić Leopolda Petzneka – nauczyciela i polityka socjaldemokratycznego (sama również była członkinią partii). Elżbieta przeszła do historii jako „czerwona arcyksiężniczka”.
Zmarła w Wiedniu. Została pochowana na Hütteldorfer Friedhof w mogile pozbawionej nazwiska.